# Морской музей (Акапулько)
Морской музей Акапулько (исп. Museo Naval de Acapulco) — учреждение культуры историко-технического профиля, расположен в городе Акапулько, Мексика. Адрес: Calle Morelos S/N, культурный коридор «Орнитос», центр города Акапулько. Телефон: 744 484 0356.
На международном уровне Военно-морской исторический музей Акапулько поддерживает связи с родственными музеями: Военно-морским музеем (Мадрид) и Военно-морским музеем Перу, с которыми обменивается ценной информацией по истории военно-морского флота тихоокеанского побережья Америки.
Музей организует передвижные выставки за пределами своих стен в сотрудничестве с властями и учреждениями штата Герреро и Мексики.
Часы работы музея: со вторника по воскресенье, с 10:00 до 17:00. Вход платный, цена билета в песо эквивалентна 50,00 долларам США.

## Экспозиция
Залы музея содержат коллекцию масштабных копий парусных судов, использовавшихся для торговли Латинской Америки (Акапулько более 200 лет был главным портом страны на Тихоокеанском побережье) с Дальним Востоком через порт в Маниле, нынешней столице Филиппинского архипелага. Здесь также находится корабль, служивший основным транспортным средством для научных исследований XVIII века, которые представители королевской династии Бурбонов из Новой Испании проводили в последней четверти того же века: фрегат «Нуэстра Сеньора де лос Ремедиос», также известный как «Ла Фаворита».
Помимо масштабных копий, в музее хранятся модели других, в том числе и затонувших, кораблей, а также библиографический архив.

## История
Музей был создан в августе 2000 года в городе-порте Акапулько-де-Хуарес в историческом центре города.
Реплики изготавливаются в собственной мастерской из древесины, использовавшейся в то время. Это результат долгих исследований, которые привели к созданию копий шхуны «Игуала», первого корабля мексиканского флота, которая экспонируется в Музее флага и Монумента Отечеству в городе Игуала-де-ла-Индепенденсия; и корабля «Сан-Педро», полная версия которого выставлена в форте Сан-Диего.